# Rhetenor texanus
Espèce
Rhetenor texanus est une espèce d'araignées aranéomorphes de la famille des Salticidae.

## Distribution
Cette espèce est endémique du Texas aux États-Unis,. Elle se rencontre vers Brownsville.

## Description

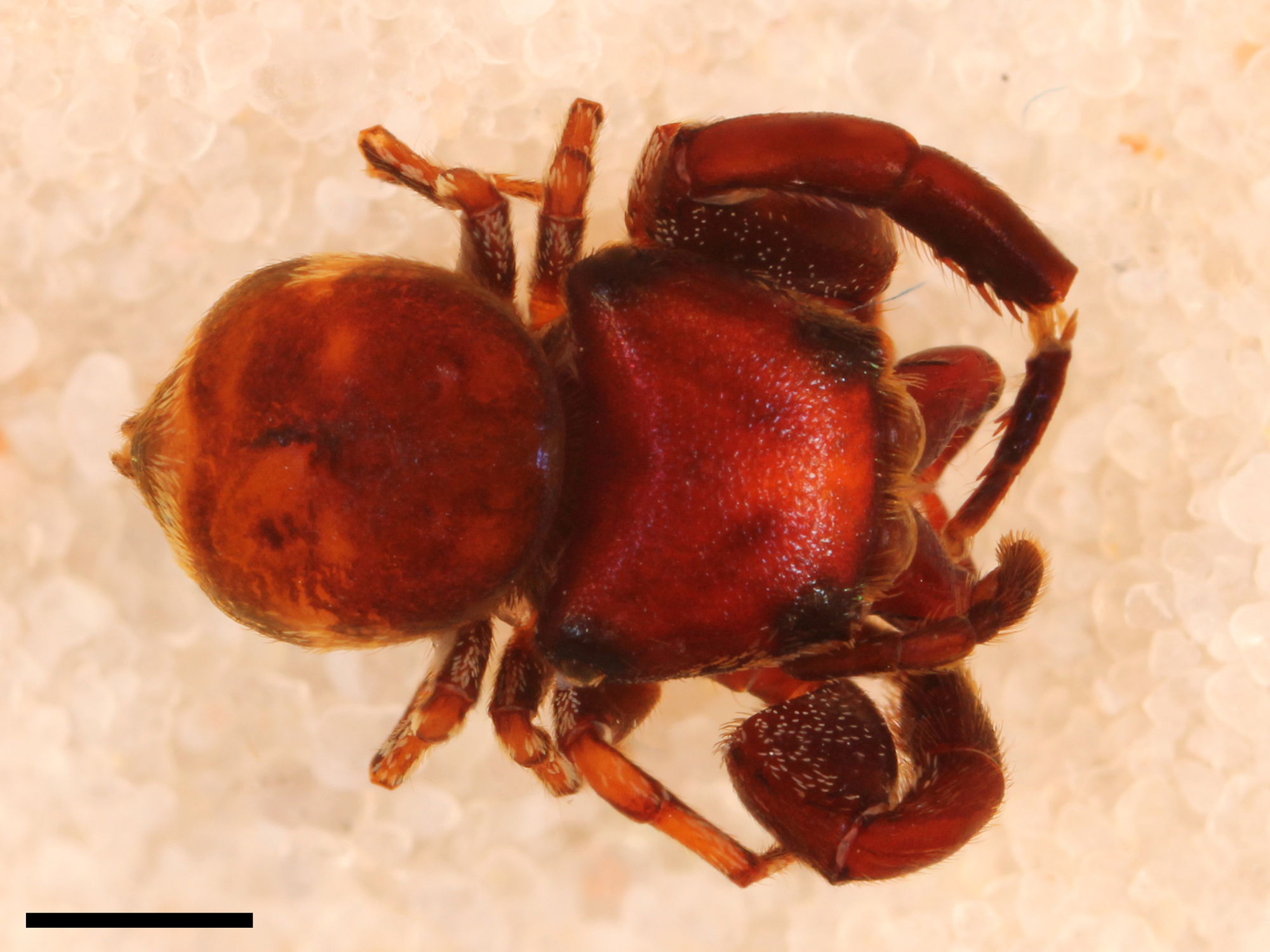
Rhetenor texanus ♂

Le mâle holotype mesure 3,30 mm et la femelle paratype 2,50 mm.

## Étymologie
Son nom d'espèce lui a été donné en référence au lieu de sa découverte, le Texas.

## Publication originale
- Gertsch, 1936 : Further diagnoses of new American spiders. American Museum novitates, no 852, p. 1-27 (texte intégral).